# Saetia
Saetia (uttalas sej-sha) var ett screamoband från New York, USA. 

## Medlemmar (urval)
- Billy Werner - sång (1997-1999)
- Jamie Behar - gitarr (1997-1999)
- Greg Drudy - trummor (1997-1999)
- Adam Marino - gitarr (1997-1998)
- Alex Madara - bas (1997-1998)
- Colin Bartoldus - bas, gitarr (1998-1999)
- Steve Roche - bas (1998-1999)
- Matt Smith - bas

## Diskografi
Studioalbum
- 1998 - Saetia (Mountain Co-op - LP/CD)

EP
- 1997 - Demo (Level Plane - kassett)
- 1997 - Saetia (Level Plane - 7")
- 2000 - Eronel (Witching Hour - 7")

Samlingsalbum
- 2003 - A Retrospective (Level Plane - CD)

Samlingsalbum med diverse artister
- 1999 - ABC No Rio Benefit (Level Plane - CD)